# Kathryn McGuire
Kathryn McGuire (Peoria (Illinois), 6 december 1903 – Los Angeles, 10 oktober 1978) was een Amerikaanse actrice ten tijde van de stomme film.

## Levensloop en carrière
McGuire begon haar filmcarrière in 1920, in Down on the Farm, met Louise Fazenda. In 1922 werd ze verkozen tot een van de WAMPAS Baby Stars. Haar grootste rol speelde ze in 1924 in Sherlock Jr. naast Buster Keaton. Ook in The Navigator (1924) speelde ze naast Keaton. Haar carrière eindigde ongeveer gelijk met de intrede van de geluidsfilm. Haar laatste film dateert van 1930.
McGuire overleed in 1978 op 74-jarige leeftijd.
- Biblioteca Nacional de España: XX1169103
- Bibliothèque nationale de France: cb15097611q (data)
- Gemeinsame Normdatei: 173535526
- International Standard Name Identifier: 0000 0000 5929 8543
- Library of Congress Control Number: n88034871
- Nationale Bibliotheek van Israël: 987007442568405171
- Système universitaire de documentation: 074122177
- Virtual International Authority File: 29825904
- WorldCat: E39PBJjHhFTDgjD6CKCPwF48YP